# Licimni de Sicília
Licimni (Licymnius, Λικύμνιος) fou un antic retòric de Sicília, deixeble de Gòrgies de Leontins i mestre de Polus d'Agrigent, que fou la referència per un llibre de retòrica de nom τεχνή. Va viure al segle v aC. L'esmenten Plató, Aristòtil i Dionís d'Halicarnàs; aquest darrer diu que tenia un estil elegant, però una mica afectat.